# Акколь (Зерендинський район)
Акко́ль (каз. Ақкөл) — село у складі Зерендинського району Акмолинської області Казахстану. Адміністративний центр Аккольського сільського округу.
Населення — 1163 особи (2021; 1140 у 2009, 1121 у 1999, 1410 у 1989).
Національний склад станом на 1989 рік:
- росіяни — 34 %;
- німці — 26 %.